# Tournoi des Six Nations des moins de 21 ans
Le Tournoi des Six Nations des moins de 21 ans était une compétition de rugby à XV entre les équipes nationales de rugby des moins de 21 ans d'Angleterre, d'Écosse, de France, d'Irlande, d'Italie et du Pays de Galles jusqu'en 2007 inclus.
À partir de 2008, cette compétition a fusionné avec le Tournoi des Six Nations des moins de 19 ans pour devenir le Tournoi des Six Nations des moins de 20 ans, unique compétition junior à la suite de la décision de l'IRB en 2007 de restructurer les compétitions internationales juniors, et en parallèle du Tournoi principal et du Tournoi féminin.

## Palmarès
| Année | Vainqueur      | Deuxième | Troisième      |
| ----- | -------------- | -------- | -------------- |
| 2004  | Angleterre     | France   | Irlande        |
| 2005  | Pays de Galles | France   | Écosse         |
| 2006  | Angleterre     | France   | Pays de Galles |
| 2007  | Irlande        | France   | Angleterre     |